# Чивитатомаса (Л'Аквила)
Чивитатомаса (итал. Civitatomassa) је насеље у Италији у округу Л'Аквила, региону Абруцо.
Према процени из 2011. у насељу је живело 398 становника. Насеље се налази на надморској висини од 732 м.